# Pays d'Aix Natation
Pays d'Aix Natation é um clube de polo aquático e natação da cidade de Aix-en-Provence, França.

## História
O clube foi fundado em 1989. 

## Títulos
- Liga Francesa de Polo aquático
  - Vice- 2004-2005